# حلقة أربية عميقة
الحلقة الأربية العميقة (باللاتينية: Anulus inguinalis profundus) (بالإنجليزية: Deep inguinal ring) أو الحلقة البطنية الداخلية، أو الحلقة الأربية البطنية، الحلقة الأربية العميقة، وهي مدخل القناة الأربية.

## الموقع
وصفت الطبقة السطحية من الحلقة الأربية العميقة بأنها فوق نقطة منتصف الرباط الأربي بنصف إنش.
ومع ذلك، يتم التشكيك في التشريح السطحي لهذه الحلقة. في دراسة حديثة، وجد أنها في منطقة تقع بين نقطة منتصف الأرب (تقع في منتصف المسافة بين الشوك الحرقفي الأمامي العلوي والارتفاق العاني) ونقطة منتصف الرباط الأربي (أي في منتصف المسافة بين الشوك الحرقفي الأمامي العلوي والحديبة العانية).(انظر الصورة )
تقليدياً، يتم الإشارة إلى واحد من الموقعين كموقع للفتحة. على كل حال يستند هذا الادعاء على دراسة لـ 52 جثة، ولكن قد لا يعكس تشريح الجسم الحي.
تشير بعض المصادر إلى أنها تقع في طبقة اللفافة المستعرضة.

## الشكل
للفتحة شكل بيضاوي، المحور الطويل عمودي التوضع، تختلف في الحجم بين الأشخاص المختلفين، وهي أكبر بكثير عند الذكور.

## الحدود
يحدها:
من الأعلى والوحشي: الحافة السفلية المقوسة للفافة المستعرضة.
من الأسفل والأنسي: الأوعية الشرسوفية السفلية.

## المحتوى
وهي تنقل الحبل المنوي (في الذكور) ورباط الرحم المستدير (في الأنثى).

## ملحقات
من محيطها، غشاء رقيق قمعي الشكل، اللفافة القمعية، وتستمر حول الحبل المنوي والخصية، تحيط بهم في غطاء مميز.

## صور إضافية

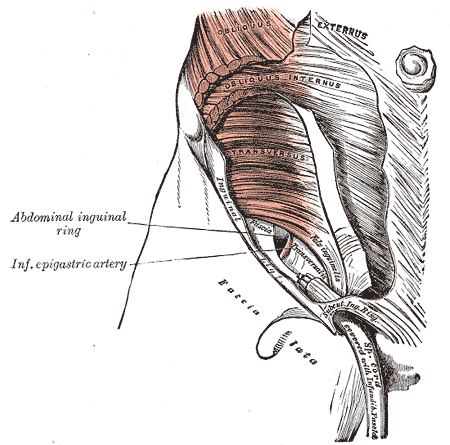
الحلقة الأربية البطنية.
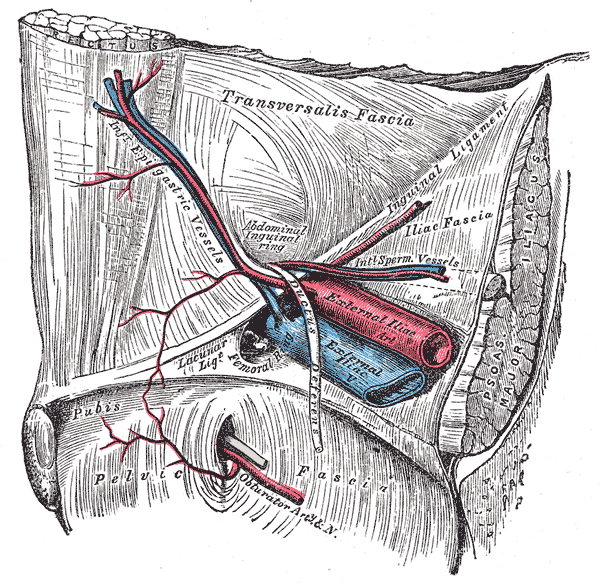
العلاقة بين الحلقة الفخذية والحلقة الأربية البطنية.

## روابط خارجية
- شكل تشريحي: 36:01-03 على موقع مركز سوني دونستات الطبي (تشريح بشري عبر الإنترنت). - "The inguinal canal and derivation of the layers of the spermatic cord."
- صور تشريحيَّة:7362 على موقع مركز سوني دونستات الطبي.
- درسٌ تشريحي حول inguinalregion مُعدٌ بواسطة ويسلي نورمان (جامعة جورجتاون).
- أطلس تشريح جامعة ميشيغان abdo_wall65 - "The Coverings of the Inguinal Canal, External & Internal Oblique & Transversus Abdominis Removed"
- The Inguinal Canal and Hernias (includes diagram نسخة محفوظة 28 أغسطس 2008 على موقع واي باك مشين. at burrill.demon.co.uk)